# Otradny (Adygeja, Koschechablski)
Otradny (russisch Отрадный) ist ein Dorf (chutor) in Südrussland. Es gehört zur Republik Adygeja und hat 167 Einwohner (Stand 2019). Im Ort gibt es 4 Straßen.
Otradny liegt 16 Straßenkilometer nordwestlich von Koschechabl (dem Verwaltungszentrum des Rajons). Plodopitomnik ist die nächstgelegene Ortschaft.